# The Lord of the Rings: The Two Towers
The Lord of the Rings: The Two Towers (рус. «Властелин колец: Две крепости») — компьютерная игра в жанре «hack and slash», выпущенная в 2002 году. Главным разработчиком версий для PlayStation 2 и Xbox выступила компания Stormfront Studios. Отдельная двухмерная версия для Game Boy Advance была создана студией Griptonite Games. Версии для GameCube и мобильных устройств разрабатывались Hypnos Entertainment и JAMDAT соответственно. Планировалась версия для Microsoft Windows от Ritual Entertainment, но её разработка была остановлена. Все версии игры были изданы Electronic Arts. Официальный релиз для PlayStation 2 в Северной Америке состоялся в октябре 2002 года. Затем игра была адаптирована для Game Boy Advance в ноябре, для Xbox и GameCube в декабре и для мобильных устройств в мае 2003 года. Позднее, в ноябре 2003 года, был выпущен сиквел The Lord of the Rings: The Return of the King.
Игра является адаптацией фильмов Питера Джексона «Властелин колец: Братство Кольца» 2001 года и «Властелин колец: Две крепости» 2002 года. Она не является прямой адаптацией «Двух крепостей», второго тома серии «Властелин колец» Джона Рональда Руэла Толкина. Элементы книги, которые не были освещены или показаны в фильмах, не были включены в игру. Это связано с тем, что в то время права на создание видеоигр на основе литературных произведений Толкина принадлежали компаниям Vivendi Universal Games и Tolkien Enterprises, в то время как Electronic Arts имела права только на игры, основанные на фильмах от New Line Cinema. Хотя EA решила не выпускать игру, основанную на фильме «Братство Кольца», часть сюжета и материалов из этого фильма были включены в игру The Two Towers. Эта игра от EA была выпущена спустя несколько недель после игры The Lord of the Rings: The Fellowship of the Ring от Vivendi Universal, которая была адаптацией романа Толкина «Братство Кольца».
The Two Towers получила в целом положительные отзывы от критиков, которые высоко оценили воссоздание декораций и сцен из фильмов, а также эпичный характер некоторых битв. Однако некоторые критиковали игру за её краткость и монотонность боев. Игра получила финансовый успех, продавшись тиражом почти в четыре миллиона экземпляров, что превысило продажи игры The Fellowship of the Ring от Vivendi, которая разошлась тиражом чуть более миллиона.

## Игровой процесс
The Two Towers — игра в жанре hack and slash с видом от третьего лица. В ней представлены уровни, основанные на сценах из фильмов «Братство Кольца» и «Две крепости», а также на моментах, вдохновлённых этими фильмами. Например, уровни по обороне Хельмовой Пади очень похожи на соответствующие моменты из фильма, однако уровень в Фангорнском лесу, где игрок сражается с орками, урук-хаями и троллями, появляется только в игре. На большинстве уровней игрок может выбрать персонажем Арагорна, Гимли или Леголаса. Но на начальном уровне у Везертопа доступен только Арагорн. Исильдур также доступен на учебном уровне, проходящем во время Войны Последнего Союза. Все последующие уровни могут быть пройдены любым из трёх персонажей. Зачастую два не выбранных игроком персонажа появляются в роли вспомогательных неигровых персонажей. После прохождения игры за всех троих, игрок может повторно пройти все уровни за Исильдура. В версии для Game Boy Advance игрок управляет персонажами в изометрической перспективе и может выбирать игру за Арагорна, Леголаса, Гэндальфа, Фродо и Эовин, причём Гимли открывается после прохождения за двух других героев.
Хотя у всех трёх персонажей разные оружие и комбинации ударов, базовый стиль боя у них одинаков. У каждого героя есть быстрая атака, наносящая минимальный урон и легко блокируемая, и сильная атака, более мощная, но медленная и делающая игрока уязвимым во время исполнения. Только сильные атаки способны разрушать щиты противников. У каждого персонажа также есть дальнобойная атака, «смертельный приём» (позволяющий мгновенно убить поверженных врагов), парирование (отражение атак противника), отталкивание, отпрыгивание назад (персонаж отскакивает от врага) и разрушительная атака (заряженная сильная атака). Комбинации играют важную роль в бою, у каждого героя есть свой уникальный список комбинаций, которые выполняются путём сочетания определённых нажатий кнопок. К тому же, каждый персонаж обладает особыми навыками в определённом виде боя: Арагорн лучше всех владеет рукопашным боем, Леголас лучше всех в стрельбе издали, а Гимли является универсальным персонажем, хорошо справляющимся как с ближним, так и с дальним боем.
Комбинации ударов, а также увеличение здоровья и усиление дальнобойных и разрушительных атак нужно приобретать между уровнями в меню улучшения навыков. Во время прохождения каждого уровня игрок непрерывно оценивается по мастерству уничтожения врагов по категориям: «Fair», «Good», «Excellent» и «Perfect». Чем лучше игрок справляется с противниками, тем больше опыта даётся. Уровень мастерства отображается специальным индикатором на экране, который заполняется по мере уничтожения врагов. Чтобы индикатор не снижался, игрок должен избегать попаданий и убивать врагов разнообразными способами. Когда игрок достигает уровня «Perfect», сила его атак увеличивается, а опыт за каждое убийство удваивается. Однако статус «Perfect» сохраняется только на короткое время. По завершении каждого уровня игроку присуждается общий рейтинг в зависимости успехов и соответствующее количество очков улучшения, которые можно потратить на новые комбинации и более мощные атаки. Качество прохождения уровня прямо влияет на количество полученных очков для улучшения. Определенные улучшения становятся доступными для покупки только после достижения игроком определенного уровня опыта.
В версии игры для Game Boy Advance каждый персонаж обладает пятнадцатью активными и пассивными навыками, которые разблокируются и улучшаются по мере набора игрового опыта. К примеру, среди активных навыков Гэндальф может призвать Великого Орла, Арагорн — Леголаса или Гимли, Леголас призывает Гимли, Фродо — Сэма, а Эовин — Эомера. В числе пассивных навыков, Арагорн может одновременно владеть двумя мечами, использовать свой щит для ударов по противникам и метать меч в ближайших врагов. Леголас обладает навыком быстрого натягивания лука и способностью стрелять несколькими стрелами одновременно. С каждым повышением уровня игроки могут распределять очки по таким характеристикам, как сила, точность, здоровье, защита и мужество. Также Фродо может использовать Кольцо Всевластья, чтобы стать невидимым, однако оно действует ограниченное время, после чего он может привлечь внимание Саурона. Игра поддерживает кооперативный мультиплеер с помощью функции Game Link Cable для Game Boy.

## Разработка
Разработка игры, впоследствии получившей название The Two Towers, началась в феврале 2000 года. Компания Electronic Arts изначально планировала выпустить игру, основанную на фильме «Братство Кольца», выход которого был запланирован на 2001 год. Кинокомпания New Line Cinema предоставила EA копию сценария «Братства кольца», а также раскадровки, концепт-арт и несколько ранних трейлеров. В июне 2001 года стало очевидно, что игра, основанная на первом фильме, не будет реализована. Тогда команда разработчиков из Stormfront Studios и EA Redwood Shores отправилась в Новую Зеландию, чтобы провести неделю на съемочной площадке фильма «Две крепости», запланированного на 2002 год. В ходе посещения Новой Зеландии команда также ознакомилась с работой студии Weta Workshop, занимавшейся спецэффектами и реквизитом для фильмов. Последующие несколько посещений съемочных площадок и Weta Workshop позволили разработчикам сохранить тесный контакт с производственной группой вплоть до июля 2002 года, что было важно для максимального соответствия игры окончательной версии фильма.
В интервью с IGN в октябре 2002 года продюсер Скотт Эванс объяснил решение команды разработчиков создать именно экшн-игру, а не ролевую. Он отметил, что основной целью проектирования было погружение игроков в мир Средиземья и «предоставление возможности пережить самые запоминающиеся моменты фильмов „Властелин колец“». По его словам, «уже на ранних этапах разработки стало ясно, что наилучшим способом донести этот опыт до игроков будет сфокусироваться на динамичном экшене».

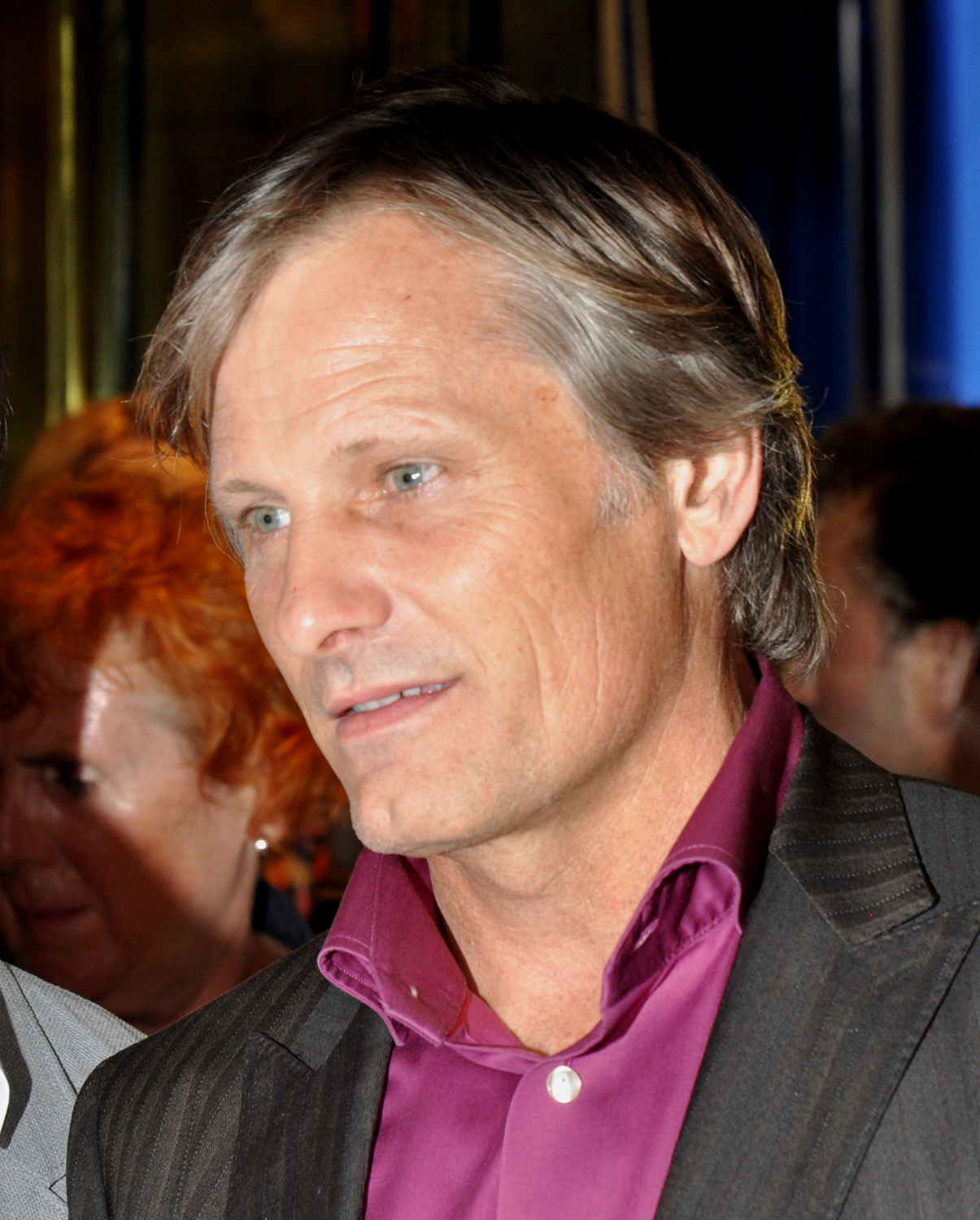
Вигго Мортенсен вновь исполнил роль Арагорна в игре. Он не только озвучил персонажа, но и воспроизвел некоторые элементы фехтовальных приемов из фильма, что позволило разработчикам с точностью воссоздать эти движения в игре.

С самого начала разработки игры команда имела доступ к незаконченным версиям фильма, цифровым моделям и текстурам из отдела визуальных эффектов, данным захвата движения, звуковым эффектам, материалам саундтрека, фотографиям со съёмочной площадки, предварительному концепт-арту Алана Ли и Джона Хау, а также реквизиту. Для анимации персонажа Арагорна разработчики использовали пригласили Вигго Мортенсена и мастера фехтования Боба Андерсона, которые посетили студию и продемонстрировали техники боя мечом, использованные в фильме. Это позволило команде разработчиков с точностью воссоздать движения персонажа.
Игра была официально анонсирована 19 февраля 2002 года компанией EA, которая сообщила, что игра будет доступна на нескольких платформах, и разрабатывается компанией Stormfront Studios для PlayStation 2. EA раскрыла, что в игре можно будет управлять Арагорном, Леголасом и Гимли на полноценных трёхмерных уровнях, воссозданных непосредственно по мотивам фильмов. 16 мая была анонсирована версия для Game Boy Advance от Griptonite Games, в которой игроки могут управлять Фродо, Арагорном, Леголасом, Гэндальфом и Эовин. Эта версия также предлагала кооперативный мультиплеер через кабель Game Link Cable. В тот же день, 16 мая, компания Ritual Entertainment объявила о наборе сотрудников для работы над неуточнённой игрой по «Властелину колец» для Windows, которую должна была издать EA. Предполагалось, что это будет порт версии для PlayStation 2. На мероприятии E3 в мае 2002 года EA представила короткую играбельную демо-версию для PlayStation 2, демонстрирующую игровой процесс из последнего уровня у Хельмовой Пади с Арагорном в качестве игрового персонажа. Также была представлена неиграбельная демо-версия для Game Boy Advance.
В июне компания EA сообщила, что над игрой работает девяносто специалистов из Stormfront Studios. Было подтверждено, что игра будет включать уровни как из «Братства Кольца», так и из «Двух крепостей», а также внешние образы актёров из фильмов, и что озвучка будет проводиться ими же. Кроме того, в игре были воссозданы все элементы — от полных декораций из фильмов до индивидуальных экземпляров оружия и реквизита. The Two Towers создавалась на модифицированном движке игры The Legend of Alon D'ar с добавлением технологий от EA Redwood Shores. Компания также сообщила о наличии полного права на использование оригинального музыкального оформления и звуковых эффектов из фильмов.
24 июля Electronic Arts объявила, что игра также будет выпущена для игровой системы GameCube. Несмотря на то, что ее разработкой занималась компания Hypnos Entertainment, а не Stormfront Studios, версия для GameCube являлась прямым портом версии для PlayStation 2. 5 августа EA отменила выпуск версии для Windows, когда стало ясно, что Ritual Entertainment не успеет подготовить игру к запланированному сроку. В сентябре EA предоставила дополнительные сведения о версии игры для PlayStation 2, включая полный перечень уровней. Было также отмечено, что игра будет содержать серию разблокируемых материалов, включая эксклюзивные интервью с Питером Джексоном, Барри Осборном, Вигго Мортенсеном, Орландо Блумом и Джоном Рис-Дэвисом, которые не будут доступны в других источниках и будут посвящены созданию игры. Общее количество видеоматериалов в игре, включая отредактированные кадры из фильма, должно было составить около сорока минут.
4 октября, незадолго до выпуска версии игры для PlayStation 2, EA объявила о разработке продолжения, которое планировалось выпустить примерно через двенадцать месяцев и которое будет тесно связано с еще не завершенным на тот момент фильмом Питера Джексона «Властелин колец: Возвращение короля» 2003 года. Компания также сообщила о начале предварительной работы над еще не названной ролевой игрой, основанной на всех трех фильмах, запланированной к выпуску в 2004 году (эта игра в конечном итоге станет The Lord of the Rings: The Third Age). 21 октября, в день выхода версии игры для PlayStation 2 в Северной Америке, EA анонсировала, что игра также будет выпущена для Xbox, и выход запланирован на тот же период, что и порт для GameCube. Как и версия для GameCube, версия для Xbox является прямым портом версии для PlayStation 2.

## Отзывы
| Сводный рейтинг                               | Сводный рейтинг                               | Сводный рейтинг                               | Сводный рейтинг                               | Сводный рейтинг                               |
| Издание                                       | Оценка                                        | Оценка                                        | Оценка                                        | Оценка                                        |
| Издание                                       | GBA                                           | GC                                            | PS2                                           | Xbox                                          |
| --------------------------------------------- | --------------------------------------------- | --------------------------------------------- | --------------------------------------------- | --------------------------------------------- |
| GameRankings                                  | 75,92 %                                       | 79,53 %                                       | 83,64 %                                       | 78,79 %                                       |
| Metacritic                                    | 78/100                                        | 82/100                                        | 82/100                                        | 79/100                                        |
| Иноязычные издания                            |                                               |                                               |                                               |                                               |
| Издание                                       | Оценка                                        | Оценка                                        | Оценка                                        | Оценка                                        |
| Издание                                       | GBA                                           | GC                                            | PS2                                           | Xbox                                          |
| Eurogamer                                     |                                               |                                               | 7/10                                          |                                               |
| Game Informer                                 | 6,75/10                                       | 9,25/10                                       | 9,25/10                                       | 9,25/10                                       |
| GameSpot                                      | 7,5/10                                        | 8/10                                          | 8,1/10                                        | 8/10                                          |
| GameSpy                                       | [ 40 ]                                        | [ 41 ]                                        | [ 42 ]                                        | [ 43 ]                                        |
| IGN                                           | 8/10                                          | 8/10                                          | 8,3/10                                        | 7,6/10                                        |
| Nintendo Power                                | 4,2/5                                         | 4,7/5                                         |                                               |                                               |
| OPM                                           |                                               |                                               | [ 50 ]                                        |                                               |
| OXM                                           |                                               |                                               |                                               | 8/10                                          |
| Награды                                       |                                               |                                               |                                               |                                               |
| Издание                                       | Награда                                       | Награда                                       | Награда                                       | Награда                                       |
| Academy of Interactive Arts & Sciences (2003) | Outstanding Achievement in Visual Engineering | Outstanding Achievement in Visual Engineering | Outstanding Achievement in Visual Engineering | Outstanding Achievement in Visual Engineering |

Игра The Lord of the Rings: The Two Towers получила в целом положительные отзывы на всех платформах. Версия для Game Boy Advance имеет средний балл 78 из 100 на Metacritic на основе пятнадцати обзоров; версия для GameCube получила 82 балла из 100 на основе тринадцати обзоров; версия для PlayStation 2 — 82 балла из 100 по тридцати двум обзорам; и версия для Xbox — 79 баллов из 100 по семнадцати обзорам.